# Hậu phi Việt Nam

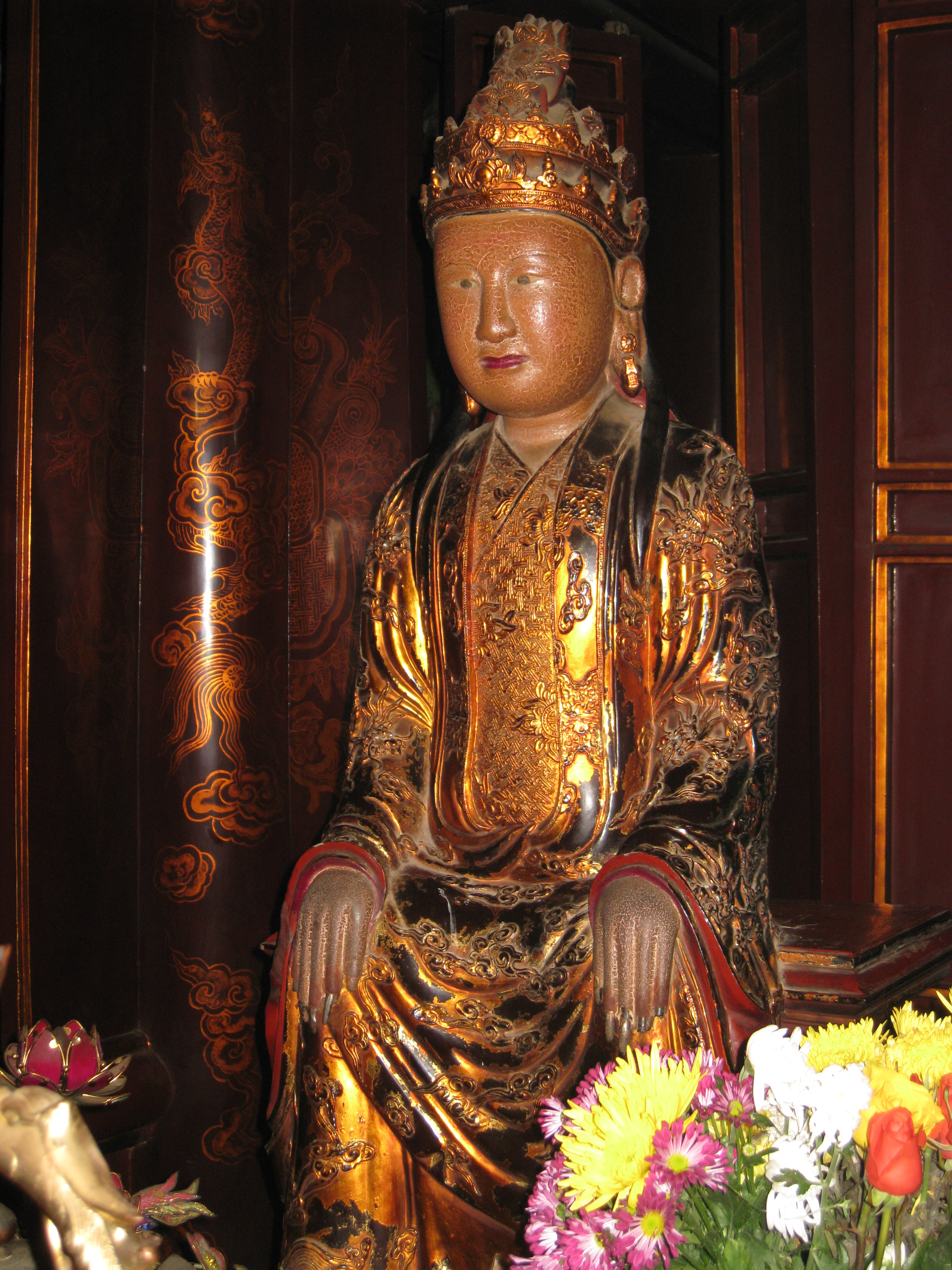
Đại Thắng Minh Hoàng hậu Dương thị, người duy nhất làm hoàng hậu 2 triều trong lịch sử Việt Nam.

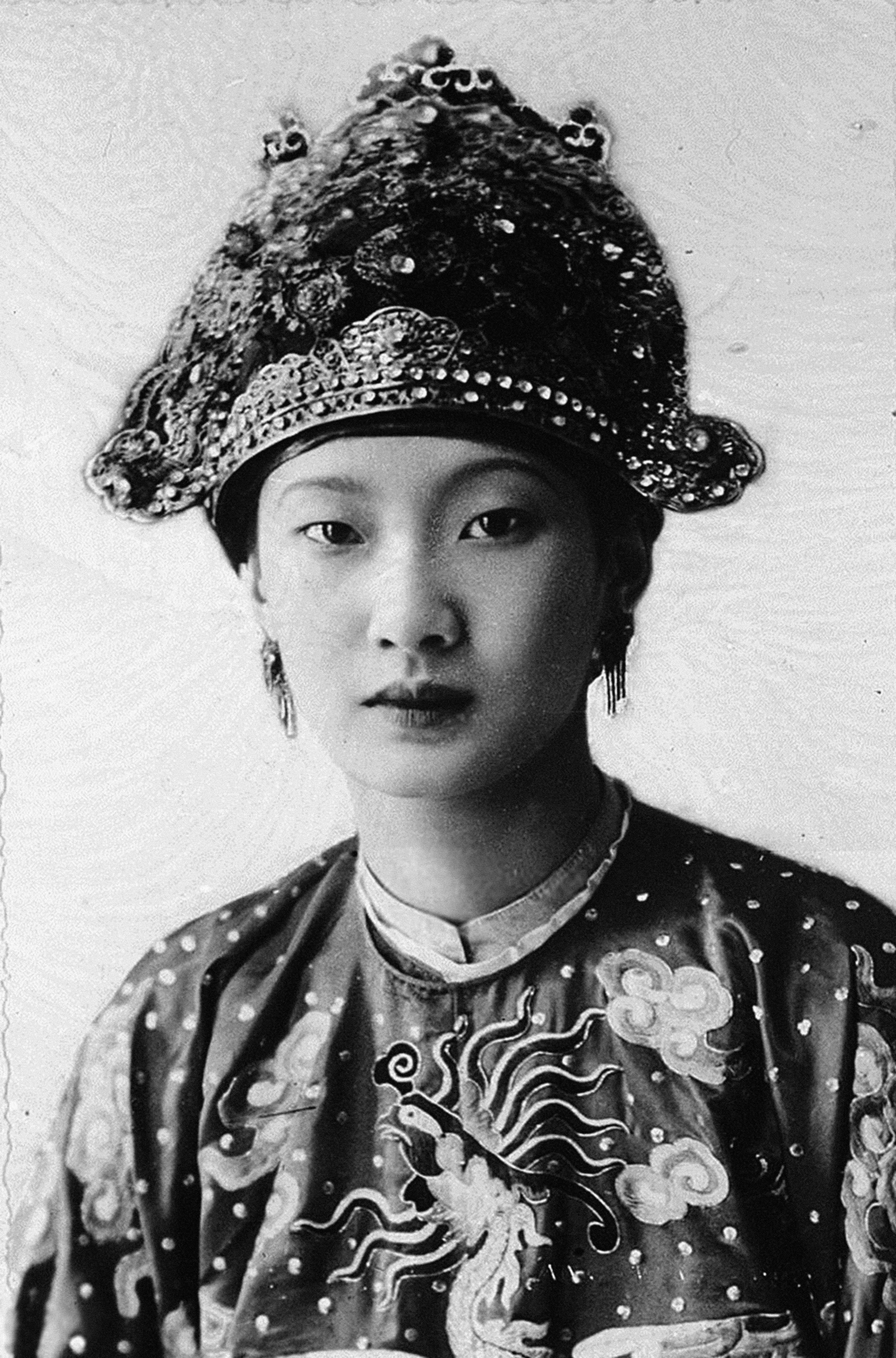
Nam Phương Hoàng hậu, hoàng hậu cuối cùng của Việt Nam.

Đây là danh sách vợ của các vua Việt Nam từ thời nhà Ngô đến nhà Nguyễn.

## Khái quát về thứ bậc trong cung
Đại Việt thông sử do Lê Quý Đôn biên soạn có đoạn viết: "Quốc thống nước ta nếu vẫn noi gương người xưa, phong tục cũ chưa đổi, có Đinh Tiên Hoàng lập năm Hoàng hậu, một là Đan Gia (丹嘉), hai là Trinh Minh (貞明), ba là Kiểu Quốc (矯國), bốn là Cồ Quốc (𡚝國), năm là Ca Ông (歌翁). Lê Đại Hành lập Hoàng thái hậu nhà Đinh là Dương thị làm Đại Thắng Minh Hoàng hậu (大勝明), cùng với Phụng Càn Chí Lý (奉乾至理), Thuận Thánh Minh Đạo (順聖明道), Trịnh Quốc (鄭國), Phạm Hoàng hậu là năm Hoàng hậu. Lý Thái Tổ lập sáu Hoàng hậu, duy có đích phu nhân gọi là Lập Giáo hoàng hậu (立教), quy chế xe kiệu và y phục khác hẳn với các cung khác, sau lại lập thêm ba Hoàng hậu nữa. Lý Thái Tông lập bảy Hoàng hậu, có Mai Hoàng hậu, Đinh Hoàng hậu, Vương Hoàng hậu, lại có nàng hầu được lập làm Thiên Cảm Hoàng hậu (天感). Lý Nhân Tông lập hai Hoàng hậu là Thánh Cực (聖極), Chiêu Thánh (昭聖), sau lại lập thêm ba Hoàng hậu là Lan Anh (蘭英), Khâm Thiên (欽天), Chấn Bảo (震寶) ".
Triều đại nhà Lý, Thái Tông ban chỉ dụ về thứ bậc chốn nội cung: "Hoàng hậu và phi tần mười ba người, Ngự nữ mười tám người, Nhạc kỹ hơn trăm người". Ghi chú của chính sử không phân định về tôn ty danh phận, nhưng dựa theo sử liệu qua các đời Thánh Tông, Thần Tông, Anh Tông, nội cung phi tần trừ Nguyên phi (元妃) kế dưới Hoàng hậu, có danh phận cao nhất, còn có các tước vị Thần phi (宸妃), Quý phi (貴妃), Đức phi (德妃), Thục phi (淑妃), Hiền phi (賢妃), Thứ phi (庶妃), Phu nhân (夫人). Bậc Phu nhân lệ được ban hai mỹ từ làm huy hiệu, như Thánh Tông có Ỷ Lan (倚蘭), Nhân Tông có Thần Anh (宸英), Thần Tông có Minh Bảo (明寶), Cảm Thánh (感聖), Phụng Thánh  (奉聖), Huệ Tông có Thuận Trinh (順貞). Chế độ nội cung nhà Trần ban đầu xếp đặt thứ bậc theo cách gọi của nhà Lý. Thời Minh Tông có Sung viên (充媛) Lê thị, nhiều khả năng nhà Vua dựa theo lễ giáo cung đình phương Bắc mà dùng các tước vị trong Cửu tần (九嬪) ban phong cho nội cung.
Triều đại Lê sơ, Thánh Tông đặt ra chế độ nội cung:
- Tam phi (三妃): Quý phi (貴妃), Minh phi (明妃), Kính phi (敬妃).
- Cửu tần (九嬪):
  - Tam chiêu (三昭): Chiêu nghi (昭儀), Chiêu dung (昭容), Chiêu viên (昭媛).
  - Tam tu (三修): Tu nghi (修儀) Tu dung (修容), Tu viên (修媛).
  - Tam sung (三充): Sung nghi (充儀), Sung dung (充容), Sung viên (充媛).
- Lục chức (六職): Tiệp dư (婕妤), Dung hoa (容華), Tuyên vinh (宣榮), Tài nhân (才人), Lương nhân (良人), Mỹ nhân (美人).

Các Hoàng đế Lê sơ thường không lập Hoàng hậu, chỉ lấy bậc Quý phi đứng đầu trông nom công việc nội cung.
Triều nhà Nguyễn thường không lập Hoàng hậu, trừ trường hợp Thừa Thiên Cao Hoàng hậu, người vợ tào khang theo phò Gia Long từ thuở hàn vi, Khiêm Hoàng hậu được em chồng là Hiệp Hòa tôn phong và Nam Phương Hoàng hậu, Hoàng hậu cuối cùng của chế độ phong kiến Việt Nam, được Bảo Đại - vị Hoàng đế chịu ảnh hưởng của văn hóa phương Tây sách lập. Tất cả vợ chính của các Hoàng đế từ Minh Mạng đến Khải Định đều chỉ là Hoàng quý phi hoặc Nhất giai phi. Theo quy định nhà Nguyễn, Hoàng quý phi ở trên bậc nhất giai, giúp Hoàng thái hậu cất đặt và chỉnh tề công việc nội cung, là danh hiệu tôn quý nhất nội cung nhà Nguyễn.
Theo Nội các triều Nguyễn-Khâm định Đại Nam hội điển sự lệ, vào đầu thời Nguyễn, thứ bậc nội cung được quy định: "Lúc quốc sơ định lệ cung giai. Tam phi là Quý phi, Minh phi, Kính phi. Tam tu là Tu nghi, Tu dung, Tu viên. Cửu tần là Quý tần, Hiền tần, Trang tần, Đức tần, Thục tần, Huệ tần, Lệ tần, An tần, Hòa tần. Tam chiêu là Chiêu nghi, Chiêu dung, Chiêu viên. Tam sung là Sung nghi, Sung dung, Sung viên. Lục chức là Tiệp dư, Dung hoa, Nghi nhân, Tài nhân, Linh nhân, Lương nhân".
Đến năm Minh Mạng thứ 17 (1836), Minh Mạng có chỉ dụ định lại thứ bậc của nội cung, "Nay theo gương cổ nhân, đặt chín bậc phi tần ở nội cung, khiến cho chốn khuê môn trật tự phân minh, phong hóa tôn nghiêm, tuân theo mãi mãi":
- Hoàng quý phi (皇貴妃).
- Quý phi (貴妃), Hiền phi (賢妃), Thần phi (宸妃) làm bậc nhất hay Nhất giai phi (一階妃).
- Đức phi (德妃), Thục phi (淑妃), Huệ phi (惠妃) làm bậc nhì hay Nhị giai phi (二階妃).
- Quý tần (貴嬪), Hiền tần (賢嬪), Trang tần (莊嬪) làm bậc ba hay Tam giai tần (三階嬪).
- Đức tần (德嬪), Thục tần (淑嬪), Huệ tần (惠嬪) làm bậc bốn hay Tứ giai tần (四階嬪).
- Lệ tần (麗嬪), An tần (安嬪), Hòa tần (和嬪) làm bậc năm hay Ngũ giai tần (五階嬪).
- Tiệp dư (婕妤) làm bậc sáu hay Lục giai Tiệp dư (六階婕妤).
- Quý nhân (貴人) làm bậc bảy hay Thất giai Quý nhân (七階貴人).
- Mỹ nhân (美人) làm bậc tám hay Bát giai Mỹ nhân (八階美人).
- Tài nhân (才人) làm bậc chín hay Cửu giai Tài nhân (九階才人).
- Tài nhân vị nhập giai (才人未入階), còn gọi là Tài nhân vị nhập lưu (才人未入流)
- Cung nga (宮娥), Thể nữ (婇女), gọi chung là Cung nhân (宮人).

Lại xuống dụ: "Trước đã chuẩn định nội cung chín bậc, trong đó có Đức phi, nay đổi làm Gia phi (嘉妃) ".
Các danh hiệu không cố định mà thay đổi qua các triều Hoàng đế hoặc ngay trong cùng một triều. Như hai năm sau khi ban hành chế độ trên, năm Minh Mạng thứ 19 (1838), Minh Mạng lại có chỉ dụ thay đổi trong bậc ngũ giai như sau: "Nguyên trước định lệ cung giai, Lệ tần, An tần, Hòa tần cùng là bậc ngũ giai, nay đổi làm An tần, Hòa tần, Lệ tần". Cũng trong năm này, danh xưng của các phi tần trong chín bậc lại có sự thay đổi như sau:
- Hoàng quý phi (皇貴妃).
- Quý phi (貴妃), Đoan phi (端妃), Lệnh phi (令妃) làm bậc nhất hay Nhất giai phi (一階妃).
- Thành phi (誠妃), Trinh phi (貞妃), Thục phi (淑妃) làm bậc nhì hay Nhị giai phi (二階妃).
- Quý tần (貴嬪), Lương tần (良嬪), Đức tần (德嬪) làm bậc ba hay Tam giai tần (三階嬪).
- Huy tần (徽嬪), Ý tần (懿嬪), Nhu tần (柔嬪) làm bậc bốn hay Tứ giai tần (四階嬪).
- Nhân tần (仁嬪), Nhã tần (雅嬪), Thuận tần (順嬪) làm bậc năm hay Ngũ giai tần (五階嬪).
- Từ Lục giai Tiệp dư (六階婕妤) xuống đến Thất giai Quý nhân (七階貴人), Bát giai Mỹ nhân (八階美人), Cửu giai Tài nhân (九階才人), Tài nhân vị nhập giai (才人未入階) và Cung nga (宮娥), Thể nữ (婇女) không thay đổi.

Năm Thiệu Trị thứ 3 (1843), Thiệu Trị lại cho đổi gọi Đoan phi làm Lương phi, vì chữ "Lương" (良) đã được đưa lên tấn phong cho bậc nhất giai nên Lương tần ở tam giai được đổi thành Thụy tần (瑞嬪).
Quốc Sử quán ghi lại trong Đại Nam thực lục vào tháng 5 năm Tự Đức thứ 3 (1850), Tự Đức xuống dụ "Định rõ thứ bậc ở nội cung". Theo tờ dụ này, "Về Hoàng quý phi trở lên, đã có lệ sẵn, còn từ phi tần trở xuống, thì chia làm các bậc với các danh xưng và mỹ từ như sau":
- Thuận phi (順妃), Thiện phi (善妃), Nhã phi (雅妃) làm bậc nhất hay Nhất giai phi (一階妃).
- Cung phi (恭妃), Cần phi (勤妃), Chiêu phi (昭妃) làm bậc nhì hay Nhị giai phi (二階妃).
- Khiêm tần (謙嬪), Thận tần (慎嬪), Nhân tần (仁嬪), Thái tần (泰嬪) làm bậc ba hay Tam giai tần (三階嬪).
- Khoan tần (寬嬪), Giai tần (佳嬪), Tuệ tần (慧嬪), Giản tần (簡嬪) làm bậc bốn hay Tứ giai tần (四階嬪).
- Tĩnh tần (靜嬪), Cẩn tần (勤嬪), Tín tần (信嬪), Uyển tần (婉嬪) làm bậc năm hay Ngũ giai tần (五階嬪).
- Tiệp dư (婕妤) làm bậc sáu hay Lục giai Tiệp dư (六階婕妤).
- Quý nhân (貴人) làm bậc bảy hay Thất giai Quý nhân (七階貴人).
- Mỹ nhân (美人) làm bậc tám hay Bát giai Mỹ nhân (八階美人).
- Tài nhân (才人) làm bậc chín hay Cửu giai Tài nhân (九階才人).
- Tài nhân vị nhập giai (才人未入階), còn gọi là Tài nhân vị nhập lưu (才人未入流).
- Cung nga (宮娥), Thể nữ (婇女), gọi chung là Cung nhân (宮人).

Riêng hàng phi trong chín bậc ấy, đến tháng 12 năm Tự Đức thứ 14 (1862), Cần phi được đổi thành Đôn phi (敦妃), và sau đó một tháng, Chiêu phi được đổi thành Mẫn phi (敏妃). Đến năm Tự Đức thứ 23 (1870), Lượng tần (諒嬪) Nguyễn Văn thị được tấn phong làm Khiêm phi (謙妃), sau đổi làm Học phi (學妃).
Tháng 8 năm Đồng Khánh nguyên niên (1885), Đồng Khánh ban dụ: "Căn cứ theo tấu trình của Cơ Mật viện và Lễ bộ nói rằng nội chức cũng cần có người, nên xin xem xét ban phong để sáng tỏ quốc điển, vì vậy đành phải chuẩn y cho phép thi hành. Nay xét những cung tần gồm năm người hầu hạ trong cung đã lâu ngày, nghiêm chỉnh tuân thủ phép tắc, truyền chuẩn y tấn phong cho Trần Đăng thị làm Quan phi (觀妃), Phan Văn thị làm Giai phi (佳妃), Hồ Văn thị làm Chính tần (正嬪), Nguyễn Văn thị làm Nghi tần (宜嬪), Trần Văn thị làm Dự tần (豫嬪)".

## Ngô - Đinh - Tiền Lê
| Nhà Ngô (939-965) |     |      |  |
|                   |     |      |  |
| 939               | 965 | 1945 |  |

| Vương     | Hoàng hậu/Vương hậu | Tên thật  | Chức vị                        | Ghi chú                                        |
| Ngô Quyền | Dương hậu           | Dương hậu | Vương hậu (939) Quốc mẫu (950) | Tên Dương Như Ngọc không được sử sách ghi nhận |

| Nhà Đinh (968-979) |     |     |      |  |
|                    |     |     |      |  |
| 939                | 968 | 979 | 1945 |  |

| Hoàng đế        |   | Hoàng hậu            | Tên thật         | Chức vị   | Ghi chú                                                                            |
| Đinh Tiên Hoàng | 1 | Đan Gia Hoàng hậu    | Hoàng Thị Thi    | Hoàng hậu | Bà sinh ra Đinh Hạng Lang và có hai con lấy hai con riêng khác của Vua Đinh        |
| Đinh Tiên Hoàng | 2 | Trinh Minh Hoàng hậu | Đinh Thị Tỉnh    | Hoàng hậu | Đệ nhị cung phi, sinh ra công chúa Phù Dung, sau có công đánh giặc Tống.           |
| Đinh Tiên Hoàng | 3 | Kiều Quốc Hoàng hậu  | Dương Thị Nguyệt | Hoàng hậu | Là người truyền dạy di sản văn hóa Trò Xuân Phả và sinh ra công chúa Ngọc Nương    |
| Đinh Tiên Hoàng | 4 | Cồ Quốc Hoàng hậu    | Nguyễn Thị Sen   | Hoàng hậu | Được hậu thế suy tôn là thánh tổ nghề may, là người sinh ra công chúa Liên Hoa.    |
| Đinh Tiên Hoàng | 5 | Ca Ông Hoàng hậu     | Dương Vân Nga    | Hoàng hậu | Hoàng hậu hai triều Đinh - Lê, sinh ra Vua Đinh Toàn và Hoàng hậu Lê Thị Phất Ngân |

| Nhà Tiền Lê (980-1009) |     |      |      |  |
|                        |     |      |      |  |
| 939                    | 980 | 1009 | 1945 |  |

| Hoàng đế     |   | Hoàng hậu                      | Tên thật      | Chức vị                                                              | Ghi chú |
| Lê Đại Hành  | 1 | Đại Thắng Minh Hoàng hậu       | Dương Vân Nga | Hoàng hậu                                                            | nguyên là Hoàng hậu của Đinh Tiên Hoàng, mẹ sinh Phế Đế Đinh Toàn nhà Đinh, Linh Hiển Hoàng hậu nhà Lý. Tên dã sử Dương Vân Nga chứ không có trong chính sử. |
| Lê Đại Hành  | 2 | Phụng Càn Chí Lý Hoàng hậu     | -             | Hoàng hậu                                                            | |
| Lê Đại Hành  | 3 | Thuận Thánh Minh Đạo Hoàng hậu | -             | Hoàng hậu                                                            | |
| Lê Đại Hành  | 4 | Trịnh Quốc Hoàng hậu           | -             | Hoàng hậu                                                            | |
| Lê Đại Hành  | 5 | Phạm Hoàng hậu                 | Phạm thị      | Hoàng hậu                                                            | |
| Lê Đại Hành  | 6 | Chi hậu Diệu nữ                | -             | Chi hậu Diệu nữ Hưng Quốc Quảng Thánh Hoàng thái hậu (truy tôn 1005) | mẹ sinh Lê Trung Tông, Lê Ngọa Triều. Danh hiệu thái hậu do Lê Ngọa Triều truy tôn.                                                                          |
| Lê Long Đĩnh | 1 | Cảm Thánh Hoàng hậu            | -             | Hoàng hậu                                                            | Còn 3 hoàng hậu khác không rõ danh hiệu và tên |

## Lý - Trần - Hồ
| Nhà Lý (1010-1225) |      |      |      |  |
|                    |      |      |      |  |
| 939                | 1010 | 1225 | 1945 |  |

| Hoàng đế                                                                                 |   | Hậu phi                        | Tên thật         | Chức vị | Ghi chú                                                                                                 |
| Lý Thái Tổ (2 lần lập hoàng hậu, có tổng số 8 hoặc 9 hoàng hậu)                          | 1 | Lập Giáo hoàng hậu             | Lê Thị Phất Ngân | Lập Giáo hoàng hậu (1009) | Là vợ cả, mẹ Vua Lý Thái Tông.                                                                          |
| Lý Thái Tổ (2 lần lập hoàng hậu, có tổng số 8 hoặc 9 hoàng hậu)                          | 2 | Tá Quốc Hoàng hậu              | -                | Tá Quốc Hoàng hậu (1016) | |
| Lý Thái Tổ (2 lần lập hoàng hậu, có tổng số 8 hoặc 9 hoàng hậu)                          | 3 | Lập Nguyên Hoàng hậu           | -                | Lập Nguyên Hoàng hậu (1016) | |
| Lý Thái Tông (lập 8 hoàng hậu, nhưng chỉ có 4 bà có danh hiệu hoặc có họ rõ ràng)        | 1 | Linh Cảm Kim Thiên Hoàng hậu   | Mai thị          | Kim Thiên Hoàng hậu (1028) Linh Cảm Hoàng thái hậu (1054) | mẹ sinh Lý Thánh Tông                                                                                   |
| Lý Thái Tông (lập 8 hoàng hậu, nhưng chỉ có 4 bà có danh hiệu hoặc có họ rõ ràng)        | 2 | Thiên Cảm Hoàng hậu            | Dương thị        | Hoàng hậu (1035) | |
| Lý Thái Tông (lập 8 hoàng hậu, nhưng chỉ có 4 bà có danh hiệu hoặc có họ rõ ràng)        | 3 | Vương Hoàng hậu                | Vương thị        | Hoàng hậu | |
| Lý Thái Tông (lập 8 hoàng hậu, nhưng chỉ có 4 bà có danh hiệu hoặc có họ rõ ràng)        | 4 | Đinh Hoàng hậu                 | Đinh thị         | Hoàng hậu | |
| Lý Thánh Tông (lập tổng số 8 hoàng hậu, nhưng chỉ có 1 hoàng hậu được ghi lại danh hiệu) | 1 | Thượng Dương hoàng hậu         | Dương thị        | Hoàng hậu (1054) Thượng Dương cung Hoàng thái hậu (1072) | bị Linh Nhân Hoàng thái phi bức tử vào năm 1073, cùng với 72 Cung nhân                                  |
| Lý Thánh Tông (lập tổng số 8 hoàng hậu, nhưng chỉ có 1 hoàng hậu được ghi lại danh hiệu) | 2 | Ỷ Lan nguyên phi               | Lê Thị Khiết     | Ỷ Lan Phu nhân Ỷ Lan Thần phi Ỷ Lan Nguyên phi Linh Nhân Hoàng thái phi Hoàng thái hậu                                                                                | mẹ sinh Lý Nhân Tông                                                                                    |
| Lý Nhân Tông                                                                             | 1 | Thánh Cực hoàng hậu            |                  | Thánh Cực hoàng hậu | |
| Lý Nhân Tông                                                                             | 2 | Lan Anh Hoàng hậu              |                  | Lan Anh Hoàng hậu (1115) | không con                                                                                               |
| Lý Nhân Tông                                                                             | 3 | Khâm Thiên Hoàng hậu           | -                | Khâm Thiên Hoàng hậu (1115) | không con                                                                                               |
| Lý Nhân Tông                                                                             | 4 | Chấn Bảo Hoàng hậu             | -                | Chấn Bảo Hoàng hậu(1115) | không con                                                                                               |
| Lý Nhân Tông                                                                             | 5 | Thần Anh phu nhân              | -                | Phu nhân Thần Anh thái hậu | mẹ nuôi của Lý Thần Tông. Danh hiệu thái hậu do Thần Tông tôn                                           |
| Lý Thần Tông (lập ít nhất 3 hoàng hậu)                                                   | - | Đỗ thái hậu                    | Đỗ thị           | Phu nhân Thái hậu (1129) Chiêu Hiếu hoàng hậu (truy tôn 1147) | vợ Sùng Hiền hầu, mẹ sinh ra Thần Tông                                                                  |
| Lý Thần Tông (lập ít nhất 3 hoàng hậu)                                                   | 1 | Lệ Thiên hoàng hậu             | Lý thị           | Lệ Thiên Hoàng hậu | con gái Lý Sơn                                                                                          |
| Lý Thần Tông (lập ít nhất 3 hoàng hậu)                                                   | 2 | Linh Chiếu Hiến Chí Hoàng hậu  | Lê thị           | Cảm Thánh Phu nhân Hiến Chí Hoàng thái hậu Hoàng hậu (truy phong) | con gái Phụ Thiên Đại vương và Thụy Thánh Công chúa; mẹ sinh Lý Anh Tông                                |
| Lý Thần Tông (lập ít nhất 3 hoàng hậu)                                                   | 3 | Chương Anh Thứ phi             | Lý thị           | Chương Anh Thứ phi | |
| Lý Thần Tông (lập ít nhất 3 hoàng hậu)                                                   | 4 | Minh Bảo phu nhân              | Lê thị           | Minh Bảo phu nhân | con gái Lê Xương                                                                                        |
| Lý Thần Tông (lập ít nhất 3 hoàng hậu)                                                   | 5 | Nhật Phụng phu nhân            | -                | Nhật Phụng phu nhân | |
| Lý Thần Tông (lập ít nhất 3 hoàng hậu)                                                   | 6 | Phụng Thánh phu nhân           | Lê Lan Xuân      | Phụng Thánh phu nhân | Em gái của Linh Chiếu Hoàng hậu                                                                         |
| Lý Anh Tông                                                                              | 1 | Chiêu Linh Hoàng hậu           | Vũ thị           | Hoàng hậu Chiêu Linh Hoàng thái hậu | mẹ sinh Bảo Quốc Vương Lý Long Xưởng                                                                    |
| Lý Anh Tông                                                                              | 2 | Linh Đạo Chiêu Thiên Hoàng hậu | Đỗ Thụy Châu     | Cung nhân Thục phi (1173) Chiêu Thiên Chí Lý Hoàng thái hậu (1175) Linh Đạo Hoàng hậu (thụy phong 1190)                                                               | mẹ sinh Lý Cao Tông.                                                                                    |
| Lý Anh Tông                                                                              | 3 | Từ Nguyên phi                  | Từ thị           | Nguyên phi | |
| Lý Anh Tông                                                                              | 4 | Bùi Thần phi                   | Bùi Chiêu Dương  | Thần phi | |
| Lý Anh Tông                                                                              | 5 | Hoàng Quý phi                  | Hoàng Ngân Hoa   | Quý phi | |
| Lý Anh Tông                                                                              | 6 | Đỗ Đức phi                     | Đỗ Kim Hằng      | Đức phi | |
| Lý Anh Tông                                                                              | 7 | Lê Hiền phi                    | Lê Mỹ Nga        | Hiền phi | mẹ sinh Lý Long Tường                                                                                   |
| Lý Cao Tông                                                                              | 1 | An Toàn Hoàng hậu              | Đàm thị          | An Toàn Nguyên phi (1186) An Toàn Hoàng hậu (1194) Hoàng thái hậu (1210)                                                                                              | Mẹ sinh Lý Huệ Tông                                                                                     |
| Lý Huệ Tông                                                                              | 1 | Thuận Trinh Hoàng hậu          | Trần Thị Dung    | Hoàng thái tử phi Nguyên phi (1211) Ngự nữ Thuận Trinh Phu nhân (1216) Thuận Trinh Hoàng hậu (1216) Thái thượng hoàng hậu (1225) Thiên Cực Công chúa Linh Từ Quốc mẫu | con gái Trần Lý, em gái Trần Thừa, mẹ sinh Lý Chiêu Hoàng và Hiển Từ Thuận Thiên hoàng hậu của nhà Trần |

| Nhà Trần (1225-1400) |      |      |      |  |
|                      |      |      |      |  |
| 939                  | 1225 | 1400 | 1945 |  |

| Hoàng đế        |   | Hậu phi                          | Tên thật                 | Chức vị | Ghi chú |
| Trần Thái Tông  | 1 | Chiêu Thánh Hoàng hậu            | Lý Phật Kim (Thiên Hinh) | Chiêu Thánh Công chúa Hoàng thái nữ Chiêu Hoàng đế (1224) Chiêu Thánh Hoàng hậu (1225) Chiêu Thánh Công chúa (1237)                                                 | Nữ hoàng Nhà Lý, con gái Lý Huệ Tông và Linh Từ Quốc mẫu, được lập làm Hoàng hậu nhà Trần.                                  |
| Trần Thái Tông  | 2 | Hiển Từ Thuận Thiên Hoàng hậu    | Lý Oanh                  | Thuận Thiên Công chúa Phụng Càn Vương phi Hiển Hoàng phi Hoài Vương phi Thuận Thiên Hoàng hậu (1237)                                                                | chị gái Chiêu Thánh Hoàng hậu, nguyên là vợ Trần Liễu; mẹ sinh Trần Thánh Tông                                              |
| Trần Thái Tông  | 3 | Lệ Trinh Nguyên phi              | Lê Thị Tuyết             | Lệ Trinh Nguyên phi | |
| Trần Thánh Tông | 1 | Nguyên Thánh Thiên Cảm Hoàng hậu | Trần Thị Thiều           | Thiên Cảm Phu nhân (1258) Thiên Cảm Hoàng hậu (1258) Thái thượng hoàng hậu (1278)                                                                                   | con gái Khâm Minh Đại vương Trần Liễu và Thiện Đạo Quốc mẫu, mẹ sinh Trần Nhân Tông                                         |
| Trần Nhân Tông  | 1 | Khâm Từ Bảo Thánh hoàng hậu      | Trần Thị Trinh           | Công chúa Bảo Thánh Hoàng Hậu (1279) Thái thượng hoàng hậu | con gái Trần Hưng Đạo và Nguyên Từ Quốc mẫu, mẹ sinh Trần Anh Tông                                                          |
| Trần Nhân Tông  | 2 | Tuyên Từ hoàng hậu               | Trần Thị Tĩnh            | Thứ phi Tuyên Từ Hoàng thái hậu Thái hoàng thái hậu | em gái Khâm Từ Hoàng hậu.                                                                                                   |
| Trần Nhân Tông  | 3 | Đệ Ngũ Cung phi                  | Đặng Thị Loan            | Cung phi Thứ phi Đức phi Đức Vua Bà (do nhân dân suy tôn và lập đền thờ)                                                                                            | Nguyên quán Nhân Thắng, Gia Bình, Bắc Ninh. Vì không có hậu tự nên hồi hương giúp dân.                                      |
| Trần Anh Tông   | 1 | Văn Đức Phu nhân                 | Trần thị                 | Hoàng thái tử phi (1292) Văn Đức Phu nhân (1293) Phế phi | nguyên phối của Anh Tông, con gái Hưng Nhượng Vương Trần Quốc Tảng, chị gái Bảo Từ Hoàng hậu. Bị phế khi chưa làm Hoàng hậu |
| Trần Anh Tông   | 2 | Bảo Từ Thuận Thánh hoàng hậu     | Trần Thị Phùng           | Thánh Tư Phu nhân (1293) Thuận Thánh Hoàng hậu (1309) Thái thượng hoàng hậu (1314) Bảo Từ Hoàng thái hậu (1321)                                                     | con gái Hưng Nhượng Đại vương Trần Quốc Tảng                                                                                |
| Trần Anh Tông   | 3 | Chiêu Từ Hoàng hậu               | Trần thị                 | Huy Tư Hoàng phi Huy Tư Hoàng thái phi Chiêu Hiến Hoàng thái hậu (truy phong)                                                                                       | con gái Trần Bình Trọng và Thụy Bảo Công chúa, mẹ sinh Trần Minh Tông                                                       |
| Trần Anh Tông   | 4 | Tĩnh Huệ Thứ phi                 | Phạm thị                 | Tĩnh Huệ Thứ phi | con gái Phạm Ngũ Lão |
| Trần Minh Tông  | 1 | Hiến Từ Tuyên Thánh Hoàng hậu    | Trần thị                 | Huy Thánh Công chúa Lệ Thánh Hoàng hậu (1323) Hiến Từ Thái thượng hoàng hậu (1329) Tuyên Thánh Hoàng thái hậu (1342) Hiến Từ Tuyên Thánh thái hoàng thái hậu (1369) | con gái Huệ Võ Đại vương Trần Quốc Chẩn, mẹ Trần Dụ Tông                                                                    |
| Trần Minh Tông  | 2 | Minh Từ Hoàng thái phi           | Lê thị                   | Anh Tư Phu nhân Anh Tư Nguyên phi Minh Từ Hoàng thái phi (truy phong 1371)                                                                                          | cô của Lê Quý Ly, mẹ sinh Trần Hiến Tông, Trần Nghệ Tông                                                                    |
| Trần Minh Tông  | 3 | Đôn Từ Hoàng thái phi            | Lê thị                   | Sung viên Quang Hiến thần phi Đôn Từ Hoàng thái phi | cô của Lê Quý Ly, em Minh Từ, mẹ sinh Trần Duệ Tông                                                                         |
| Trần Dụ Tông    | 1 | Huy Từ Nghi Thánh Hoàng hậu      | Trần thị                 | Ý Từ Công chúa Nghi Thánh Hoàng hậu (1349) Huy Từ Tá Thánh Hoàng thái hậu (1369)                                                                                    | con gái Bình chương Huệ Túc Vương Trần Đại Niên                                                                             |
| Dương Nhật Lễ   | 1 | Hoàng hậu                        | Trần thị                 | Hoàng hậu (1369) | con gái Trần Nghệ Tông |
| Trần Nghệ Tông  | 1 | Thuận Từ Thục Đức Hoàng hậu      | Trần thị                 | Cung Định Đại vương phi Huệ Ý Phu nhân Thục Đức Hoàng hậu (truy phong 1370) Thuận Từ Hoàng thái hậu (truy phong 1373)                                               | |
| Trần Nghệ Tông  | 2 | Hưng Khánh thái hậu              | Không rõ họ tên          | Hưng Khánh thái hậu (1408-1409) | Mẹ sinh Hậu Trần Giản Định Đế. Hưng Khánh thái hậu là gọi theo niên hiệu Hưng Khánh của Giản Định Đế.                       |
| Trần Duệ Tông   | 1 | Gia Từ Hiển Trinh Hoàng hậu      | Lê thị                   | Cung Tuyên Vương phi Hoàng thái tử phi (1371) Hiển Trinh Thần phi (1372) Hiển Trinh Hoàng hậu (1373) Gia Từ Hoàng thái hậu (1377)                                   | em họ Lê Quý Ly, mẹ sinh Trần Phế Đế                                                                                        |
| Trần Duệ Tông   | 2 | Nguyễn Thần phi                  | Nguyễn Thị Bích Châu     | Cung nhân Thần phi | hi sinh làm vật tế thần biển khi Duệ Tông lên đường đánh Chiêm Thành, dưới thời nhà Lê được truy tặng Chế Thắng Phu nhân    |
| Trần Phế Đế     | 1 | Quang Loan Hoàng hậu             | Trần Thục Mỹ             | Thiên Huy Công chúa Quang Loan Hoàng hậu Linh Đức Đại vương phi Thái Dương Công chúa                                                                                | con gái Trần Nghệ Tông |
| Trần Thuận Tông | 1 | Khâm Thánh hoàng hậu             | Lê Thánh Ngẫu            | Khâm Thánh Hoàng hậu Khâm Thánh Hoàng thái hậu | con gái Lê Quý Ly, mẹ sinh Trần Thiếu Đế                                                                                    |

| Nhà Hồ (1400-1407) |      |      |      |  |
|                    |      |      |      |  |
| 939                | 1400 | 1407 | 1945 |  |

| Hoàng đế      | Hoàng hậu          | Tên thật | Chức vị | Ghi chú |
| Hồ Quý Ly     | Thái Từ Hoàng hậu  | Trần Thị | Huy Ninh Công chúa Khâm Đức Hưng Liệt Đại vương phi Quốc tổ Chương Hoàng phi Thái Từ Hoàng hậu (truy Phong) | con gái Trần Minh Tông, chồng trước là tông thất Nhân Vinh, sau tái giá lấy Hồ Quý Ly, mẹ sinh Hồ Hán Thương. |
| Hồ Hán Thương | Hiến Gia hoàng hậu | Trần Thị | Hoàng hậu                                                                                                   | |

## Hậu Lê - Mạc - Chúa Trịnh - Chúa Nguyễn
| Lê sơ (1428-1527) |      |      |      |  |
|                   |      |      |      |  |
| 939               | 1428 | 1527 | 1945 |  |

Trừ Uy Mục Trần Hoàng hậu và Tương Dực Khâm Đức Hoàng hậu, tất cả các Hoàng hậu từ Lê Thái Tông trở đi đều có danh phận cao nhất là Quý phi, sau khi mất mới có thụy hiệu là Hoàng hậu.
| Hoàng đế      |   | Hậu phi                   | Tên thật                                    | Chức vị | Ghi chú |
| Lê Thái Tổ    | 1 | Trịnh Thần phi            | Trịnh Thị Ngọc Lữ                           | Phu nhân Quốc thái mẫu Quận vương mẫu Thần phi                                                                            | mẹ sinh Quận Ai Vương Lê Tư Tề, con cả của Lê Thái Tổ và trưởng nữ Lê Thị Đào Nữ.Bị hàng vị khi con phạm tội.                                                                          |
| Lê Thái Tổ    | 2 | Cung Từ Cao Hoàng hậu     | Phạm Thị Ngọc Trần                          | Phu nhân Quốc thái mẫu (truy phong) Hoàng hậu (truy phong)                                                                | mẹ sinh Lê Thái Tông |
| Lê Thái Tổ    | 3 | Phạm Huệ phi              | Phạm Thị Nghiêu                             | Phu nhân Huệ phi | Bị Lê Thái Tông ép tự sát. |
| Lê Thái Tổ    | 4 | Trinh Thục phi            | Trần Thị Ngọc Hiền                          | Huy Chân Công chúa Phu nhân Thục phi                                                                                      | Huy Chân Công chúa nhà Trần, con gái Trần Duệ Tông và Cung phi Trần Thị Ngọc Hòa, mẹ sinh Trang Từ Công chúa Lê Thị Ngọc Châu                                                          |
| Lê Thái Tông  | 1 | Tuyên Từ Văn Hoàng hậu    | Nguyễn Thị Anh (1422-1459)                  | Cung nhân Thần phi Tuyên Từ Hoàng thái hậu (1442) Hoàng hậu (truy phong)                                                  | mẹ sinh Lê Nhân Tông, bị Lê Nghi Dân sát hại, sau Lê Thánh Tông truy phong làm Tuyên Từ Nhân Ý Chiêu Túc Hoàng hậu                                                                     |
| Lê Thái Tông  | 2 | Quang Thục Văn Hoàng hậu  | Ngô Thị Ngọc Dao (1421-1496)                | Cung nhân Khánh Phương cung Tiệp dư (1440) Sung viên Quang Thục Hoàng thái hậu (1460) Hoàng hậu (truy phong)              | mẹ sinh Lê Thánh Tông |
| Lê Thái Tông  | 3 | Lê Tu dung                | Lê Nhật Lệ                                  | Chiêu nghi Huệ phi (1437) Tu dung (1437)                                                                                  | con gái Lê Ngân |
| Lê Thái Tông  | 4 | Lê Thứ nhân               | Lê Thị Ngọc Dao                             | Nguyên phi Thứ nhân (1437)                                                                                                | con gái Lê Sát |
| Lê Thái Tông  | 5 | Dương Thứ nhân            | Dương Thị Bí                                | Thứ phi Chiêu nghi Thứ nhân                                                                                               | mẹ sinh song thai Lệ Đức Hầu Lê Nghi Dân và Vệ Quốc Trưởng Công chúa |
| Lê Thánh Tông | 1 | Huy Gia Thuần Hoàng hậu   | Nguyễn Thị Hằng (Huyên) (1441-1505)         | Vĩnh Ninh cung Sung nghi (1460) Vĩnh Ninh cung Quý phi (1470) Trường Lạc Hoàng thái hậu (1497) Thái hoàng thái hậu (1505) | mẹ sinh Lê Hiến Tông, bị Lê Uy Mục giết chết, truy tôn là Huy Gia Trường Lạc Thánh Từ Tĩnh Mục Ôn Cung Như Thuận Thuần Hoàng hậu                                                       |
| Lê Thánh Tông | 2 | Phùng Chiêu nghi          | Phùng Thục Giang Phùng Diễm Quý (1444-1489) | Tu viên Chiêu nghi Hoàng thái hậu (truy tôn)                                                                              | Con gái của Gián nghị đại phu Phùng Văn Đạt, cháu ngoại Trần Công Diễn (dòng dõi nhà Trần), mẹ sinh Kiến vương Lê Tân.Cháu nội Lê Tương Dực truy tôn Tích Quang Nhu Huy hoàng thái hậu |
| Lê Thánh Tông | 3 | Phạm Minh phi             | Phạm thị (1448-1498)                        | Tiệp dư (1461) Tu viên (1465) Chiêu viên (1471) Thụy Đức cung Minh phi (1477)                                             | con gái Đô đốc Phạm Văn Liêu |
| Lê Thánh Tông | 4 | Nguyễn Kính phi           | Nguyễn thị (1444-1485)                      | Tiệp dư (1466) Sung dung Tu dung (1472) Thọ Am cung Kính phi (1477)                                                       | con gái Đô đốc thiêm sự Nguyễn Đức Nghị |
| Lê Thánh Tông | 5 | Nguyễn Tài nhân           | Nguyễn thị                                  | Tài nhân | Mẹ sinh Phúc vương Lê Tranh |
| Lê Thánh Tông | 6 | Nguyễn Tu dung            | Nguyễn Cẩn Kính                             | Tu dung | con gái Trung thư lệnh Nguyễn Trực |
| Lê Thánh Tông | 7 | Nguyễn Quý phi            | Nguyễn thị                                  | Quý phi | Mẹ sinh Triệu vương Thoan |
| Lê Hiến Tông  | 1 | Trang Thuận Duệ Hoàng hậu | Nguyễn Ngọc Hoàn                            | Hoàng thái tử phi Quý phi (1497) H                                                                                        | người Bình Lăng, mẹ sinh Lê Túc Tông, truy tôn làm Trang Thuận Minh Ý Hoàng thái hậu                                                                                                   |
| Lê Hiến Tông  | 2 | Chiêu Nhân Duệ Hoàng hậu  | Nguyễn Thị Cận                              | Cung nhân Hoàng thái tử thị thiếp Chiêu Nhân Hoàng thái hậu (1505)(truy phong)                                            | người Phù Chẩn, mẹ sinh Lê Uy Mục, truy phong Chiêu Nhân Hoằng Ý Hoàng thái hậu |
| Lê Hiến Tông  | 3 | Từ Trinh Liêm Hoàng hậu   | Mai Ngọc Đỉnh (1463-1526)                   | Hoàng thái tử thị thiếp Chiêu nghi (1497)                                                                                 | người Biện Hạ huyện Vĩnh Phúc, mẹ sinh An vương Lê Tuân. Năm 1526, truy phong Từ Trinh Liêm Hoàng hậu                                                                                  |
| Lê Hiến Tông  | 4 | Bùi Quý phi               | Bùi thị                                     | Quý phi | con gái Quảng Quận công Bùi Xương Trạch |
| Lê Hiến Tông  | 5 | Nguyễn Kính phi           | Nguyễn thị                                  | Hoàng thái tử thị thiếp Kính phi (1497)                                                                                   | người Hoa Lăng, mẹ nuôi của Lê Uy Mục |
| Lê Uy Mục     | 1 | Uy Mục Trần Hoàng hậu     | Trần Thị Tùng (Xuân Tùng)                   | Hoàng hậu (1506) | người Nhân Mục |
| Lê Uy Mục     | 2 | Lê Quý phi                | Lê Thị Thanh                                | Cung nhân Quý phi (1504)                                                                                                  | |
| Lê Tương Dực  | 1 | Khâm Đức Hoàng hậu        | Nguyễn Thị Đạo                              | Hoàng hậu Linh Ẩn Vương phi Khâm Đức Hoàng hậu                                                                            | khi Tương Dực Đế mất, nhảy vào lửa để chết theo, truy tặng Khâm Đức Trinh Liệt Đôn Tiết Hoàng hậu                                                                                      |
| Lê Chiêu Tông | 1 | Gia Khánh Thần Hoàng hậu  | Phạm Thị Ngọc Quỳnh                         | Gia Khánh Hoàng hậu (truy phong 1533)                                                                                     | người sách Cao Trĩ, huyện Thụy Nguyên, mẹ sinh Lê Trang Tông |
| Lê Cung Hoàng | 1 | Nguyễn Quý phi            | Nguyễn thị                                  | Quý phi | con gái Thông Quốc công Nguyễn Thời Trung |
| Lê Cung Hoàng | 2 | Đào Quý phi               | Đào thị                                     | Quý phi | con gái Lệ Quốc công Đào Đại La |

| Nhà Mạc (1527-1592) |      |      |      |  |
|                     |      |      |      |  |
| 939                 | 1527 | 1592 | 1945 |  |

| Hoàng đế       |   | Hậu phi                 | Tên thật              | Chức vị                                                 | Ghi chú                                                               |
| Mạc Thái Tổ    | 1 | Thái Tổ Vũ Hoàng hậu    | Vũ Thị Ngọc Toàn      | Hoàng hậu                                               |                                                                       |
| Mạc Thái Tổ    | 2 | Thái Tổ Nguyễn Quý phi  | Nguyễn Thị Ngọc Tuyền | Quý phi                                                 | Mẹ sinh Mạc Thái Tông,Thái Tông lên ngôi tôn mẹ làm "Hoàng thái hậu". |
| Mạc Thái Tông  | 1 | Thận Nghi Bảo Huy phi   | Trần Thị Hiền         | Hoàng thái tử phi Đệ nhị cung phi Thận Nghi Bảo Huy phi | con gái Thiết Sơn Bá Trần Chân                                        |
| Mạc Hiến Tông  | 1 | Hiến Tông Hoàng hậu     | -                     | Hoàng hậu Hoàng thái hậu Thái hoàng thái hậu            | sống tới năm 1579, trở thành Thái hoàng thái hậu thời Mạc Mậu Hợp     |
| Mạc Tuyên Tông | 1 | Tuyên Tông Vũ Hoàng hậu | Vũ thị                | Hoàng hậu Hoàng thái hậu                                | sau trở thành Hoàng thái hậu nhiếp chính thời Mạc Mậu Hợp             |
| Mạc Tuyên Tông | 2 |                         | Bùi thị               | Thứ phi Hoàng thái hậu                                  | mẹ sinh Mạc Mậu Hợp                                                   |
| Mạc Mậu Hợp    | 1 | Hoàng hậu               | Nguyễn thị            | Hoàng hậu Hoàng thái hậu                                | sống tới năm 1600 thì bị quân Lê Trịnh giết.                          |

| Lê trung hưng (1533-1789) |      |      |      |  |
|                           |      |      |      |  |
| 939                       | 1533 | 1789 | 1945 |  |

| Hoàng đế       |   | Hậu phi                    | Tên thật                        | Chức vị                                                              | Ghi chú |
| Lê Kính Tông   | 1 | Đoan Từ Huệ Hoàng hậu      | Trịnh Thị Ngọc Trinh            | Hoàng hậu Hoàng thái hậu                                             | con gái An Bình Vương Trịnh Tùng; bị ép lấy Lê Kính Tông, sinh ra Hoàng đế Lê Thần Tông                                                    |
| Lê Thần Tông   | 1 | Diệu Viên Uyên Hoàng hậu   | Trịnh Thị Ngọc Trúc             | Quận chúa Hoàng hậu (1630) Diệu Viên Hoàng thái hậu                  | nguyên là vợ Cường Quận công Lê Trụ, sau tái giá lấy Lê Thần Tông con gái Thanh Đô Vương Trịnh Tráng, bỏ đi tu năm 1642                    |
| Lê Thần Tông   | 2 | Đoan Thuần Uyên Hoàng hậu  | Phạm Thị Ngọc Hậu               | Thứ phi Đoan Thuần Hoàng thái hậu (1662)                             | mẹ sinh Lê Huyền Tông |
| Lê Thần Tông   | 3 | Minh Thục Uyên Hoàng hậu   | Nguyễn Thị Ngọc Bạch            | Quý phi Minh Thục Hoàng thái hậu (truy phong 1682)                   | mẹ sinh Lê Chân Tông |
| Lê Thần Tông   | 4 |                            | Lê Thị Ngọc Hoàn                | Chiêu Nghi                                                           | Mẹ sinh Lê Gia Tông |
| Lê Thần Tông   | 5 |                            | Nguyễn Thị Ngọc Tấn (Ngọc Trúc) | Cung nhân                                                            | Mẹ sinh Lê Hy Tông. |
| Lê Chân Tông   | 1 | Phương Từ Hoàng hậu        | Trịnh thị                       | Hoàng hậu                                                            | Con gái Trịnh Tráng |
| Lê Huyền Tông  | 1 | Khoái Đạt Mục Hoàng hậu    | Trịnh Thị Ngọc Áng              | Quận chúa Hoàng hậu                                                  | Con gái Trịnh Tạc |
| Lê Hy Tông     | 1 | Cung Nghi Chương Hoàng hậu | Nguyễn Thị Ngọc Đệ              | Hoàng hậu Hoàng thái hậu (truy phong)                                | Mẹ sinh vua Lê Dụ Tông.Sau truy tôn Ôn Từ Hoàng thái hậu                                                                                   |
| Lê Dụ Tông     | 1 | Hòa Hoàng hậu              | Trịnh Thị Ngọc Trang            | Quận chúa Hoàng hậu Hoàng thái hậu Quận quân                         | con gái Trịnh Cương, sinh ra Lê Duy Phường. Năm 1732, bị truất làm Quận quân, con trai là Lê Duy Phường bị truất làm Hôn Đức Công cùng năm |
| Lê Dụ Tông     | 2 | Trang Từ Hoàng thái hậu    | Trần thị                        | Cung phi Hoàng thái hậu (truy phong)                                 | Sinh mẫu vua Lê Thuần Tông. |
| Lê Dụ Tông     | 3 | Hiến Từ Hoàng thái hậu     | Nguyễn thị                      | Cung phi Hoàng thái hậu (truy phong)                                 | Sinh mẫu vua Lê Ý Tông. |
| Lê Phế Đế      | 1 | Hoàng hậu                  | Trịnh Thị Ngọc Nhu (Ngọc Yên)   | Quận chúa Hoàng hậu                                                  | Con gái Trịnh Cương. |
| Lê Thuần Tông  | 1 | Nhu Thuận Giản Hoàng hậu   | Đào Thị Ngọc Liễu               | Tiệp nữ Hoàng hậu Hoàng thái hậu                                     | Sinh mẫu vua Lê Hiển Tông. |
| Lê Ý Tông      | 1 | Tuyên Vũ Huy Hoàng hậu     | Trịnh Thị Ngọc Du               | Hoàng hậu                                                            | |
| Lê Hiển Tông   | 1 | Trinh Thuận Hoàng hậu      | Trần Thị Ngọc Câu               | Cung phi Hoàng hậu (truy phong)                                      | Mẹ sinh An Định Thái tử Lê Duy Vĩ.Bị tước sắc phong khi con trai bị phế,được phục vị dưới thời cháu nội Lê Chiêu Thống.                    |
| Lê Hiển Tông   | 2 | Nguyễn Chiêu nghi          | Nguyễn Thị Ngọc Huyền           | Chiêu nghi Hoàng mẫu hậu                                             | Mẹ sinh Lê Ngọc Hân. |
| Lê Hiển Tông   | 3 | Nguyễn Chiêu nghi          | Nguyễn Thị Điều                 | Chiêu nghi                                                           | Mẹ sinh Lê Ngọc Bình. |
| Lê Chiêu Thống | 1 | Mẫn Thái hậu               | Nguyễn Thị Ngọc Đoan            | Hoàng thái tử thị thiếp (1771 trở về trước) Hoàng thái hậu (từ 1786) | Vợ thái tử Lê Duy Vĩ, mẹ sinh Lê Chiêu Thống                                                                                               |
| Lê Chiêu Thống | 2 | Nguyễn Quý phi             | Nguyễn Thị Kim (Ngọc Tố)        | Quý phi hay Hoàng quý phi                                            | |

| Chúa Trịnh (1545 - 1787) |      |      |      |  |
|                          |      |      |      |  |
| 939                      | 1545 | 1787 | 1945 |  |

Chúa Trịnh (chữ Nôm: 主鄭; chữ Hán: 鄭王, Trịnh Vương) là dòng dõi một vọng tộc phong kiến kiểm soát quyền lực nhà nước Đại Việt thời Lê Trung hưng của nhà Hậu Lê, khi nhà vua tuy không có thực quyền vẫn được duy trì ngôi vị. Các Chúa Trịnh xưng Vương, nên các Chính phi của các chúa đều là Vương phi.
| Vương                 |   | Vương phi                  | Tên thật              | Chức vị                                                             | Ghi chú |
| Minh Khang Thái Vương | 1 | Từ Phúc Thái Vương phi     | Lại Thị Ngọc Trân     | Chính phi                                                           | mẹ sinh Đạt Nghĩa Công Trịnh Cối là con trưởng của Thế Tổ Minh Khang Thái Vương                                    |
| Minh Khang Thái Vương | 2 | Từ Nghi Thái Vương phi     | Nguyễn Thị Ngọc Bảo   | Thứ phi Vương thái phi                                              | con gái Hưng Quốc công Nguyễn Kim                                                                                  |
| Minh Khang Thái Vương | 3 | Từ Hạnh Thái Vương phi     | Trương Thị Ngọc Lãnh  | Hiền phi                                                            | |
| Bình An Vương         | 1 | Từ Huệ Triết Vương phi     | Lại Thị Ngọc Như      | Chính phi                                                           | con gái Cẩn Lễ Công Lại Thế Khanh, sinh ra quan Hữu tướng tước Tín Lễ Công Trịnh Túc là con trưởng của Trịnh Tùng. |
| Bình An Vương         | 2 | Từ Huy Triết Vương phi     | Đặng Thị Ngọc Bảo     | Thứ phi Vương thái phi Thái tôn thái phi                            | mẹ sinh Trịnh Tráng                                                                                                |
| Thanh Đô Vương        | 1 | Từ Huyên Nghị Vương phi    | Trần Thị Ngọc Đài     | Chính phi                                                           | mẹ sinh Trịnh Tạc                                                                                                  |
| Thanh Đô Vương        | 2 | Từ Thuận Nghị Vương phi    | Nguyễn Phúc Ngọc Tú   | Tây cung Thứ phi                                                    | con gái Đoan Quốc công Nguyễn Hoàng                                                                                |
| Thanh Đô Vương        | 3 | Từ Hiền Nghị Vương Phi     | Nguyễn Phúc Ngọc Súy  | Hiền phi Đông cung Thứ phi                                          | |
| Tây Định Vương        | 1 | Từ Hậu Dương Vương phi     | Trịnh Thị Ngọc Lung   | Chính phi Vương thái phi Quốc mẫu Quốc thái mẫu                     | |
| Tây Định Vương        | 2 | Từ Tá Dương Vương phi      | Vũ Thị Ngọc Lễ        | Thứ phi                                                             | sinh ra Trịnh Căn                                                                                                  |
| Định Nam Vương        | 1 | Trang Thận Khang Vương phi | Nguyễn Thị Ngọc Phụng | Hiền phi                                                            | |
| Định Nam Vương        | 2 | Diệu Nghĩa Khang Vương phi | Phạm Thị Ngọc Quyền   | Thục phi                                                            | mẹ sinh Lương Mục Vương Trịnh Vịnh                                                                                 |
| Định Nam Vương        | 3 | Diệu Tĩnh Khang Vương phi  | Ngô Thị Ngọc Uyên     | Thuận phi                                                           | |
| An Đô Vương           | 1 | Từ Đức Nhân Vương phi      | Vũ Thị Ngọc Nguyên    | Chính phi Vương thái phi Thái tôn thái phi                          | |
| Minh Đô Vương         | 1 | Hoa Dung Ân Vương phi      | Nguyễn Thị Ngọc Diễm  | Hoa Dung Thứ phi Vương thái phi Thánh Từ Thái tôn thái phi Quốc mẫu | mẹ sinh Trịnh Sâm                                                                                                  |
| Tĩnh Đô Vương         | 1 | Ý Thục Thịnh Vương phi     | Hoàng Thị Khoan       | Chính phi                                                           | người xinh đẹp, tỏa hương thơm nên được gọi là Ngọc Phương, sinh 2 Quận chúa Ngọc Anh và Ngọc Lan                  |
| Tĩnh Đô Vương         | 2 | Dương Thái phi             | Dương Thị Ngọc Hoan   | Thứ phi Vương thái phi                                              | mẹ sinh Trịnh Khải                                                                                                 |
| Tĩnh Đô Vương         | 3 | Đặng Tuyên phi             | Đặng Thị Huệ          | Cung nhân Tuyên phi Vương thái phi Cung nhân                        | mẹ sinh Trịnh Cán                                                                                                  |
| Án Đô Vương           | 1 | Trinh Thuận Chính phi      | Nguyễn Thị Ngọc Viên  | Trinh Thuận Tiết Liệt Chính phi                                     | |
| Án Đô Vương           | 2 | Trang Khiết Thục phi       | Phùng Thị Ngọc Diên   | Trang Khiết Ôn Dung Ý Đức Thục phi                                  | |

| Chúa Nguyễn (1558 - 1777) |      |      |      |  |
|                           |      |      |      |  |
| 939                       | 1558 | 1777 | 1945 |  |

Chúa Nguyễn là cách gọi chung trong sử sách và dân gian về một số nhà cai trị các vùng đất từ Thuận Hóa (phía nam đèo Ngang hiện nay) vào miền nam của Việt Nam, bắt đầu vào đầu giai đoạn Lê Trung Hưng của nhà Hậu Lê, hay giữa thế kỷ 16, cho đến khi bị nhà Tây Sơn tiêu diệt năm 1777. Họ là tiền thân của nhà Nguyễn, triều đại cuối cùng của Việt Nam.
| Chúa               |   | Phi                          | Tên thật        | Chức vị                                                                         | Ghi chú |
| Nguyễn Hoàng       | 1 | Nguyễn thị                   | Nguyễn thị      | Phu nhân Từ Lương Quang Thục Ý phi                                              | mẹ sinh Nguyễn Phúc Nguyên, nhà Nguyễn truy tôn là Từ Lương Quang Thục Minh Đức Ý Cung Gia Dụ Hoàng hậu                  |
| Nguyễn Phúc Nguyên | 1 | Mạc Thị Giai                 | Mạc Thị Giai    | Nhã Tiết Doanh cơ Huy Cung Từ Thận Thuận phi                                    | con gái cả của Khiêm Vương Mạc Kính Điển, nhà Nguyễn truy tôn là Huy Cung Từ Thận Ôn Thục Thuận Trang Hiếu Văn Hoàng hậu |
| Nguyễn Phúc Lan    | 1 | Đoàn quý phi                 | Đoàn Thị Ngọc   | Cung tần Trinh Thục Từ Tĩnh Huệ phi                                             | nhà Nguyễn truy tôn là Trinh Thục Từ Tĩnh Mẫn Duệ Huệ Kính Hiếu Chiêu Hoàng hậu                                          |
| Nguyễn Phúc Tần    | 1 | Từ Mẫn Chiêu Thánh Trang phi | Châu Thị Viên   | Chính phu nhân Tán Quốc Chính phu nhân Từ Mẫn Chiêu Thánh Trang phi             | nhà Nguyễn truy tôn là Từ Mẫn Chiêu Thánh Cung Tĩnh Trang Thận Hiếu Triết Hoàng hậu                                      |
| Nguyễn Phúc Tần    | 2 | Tống Thị Đôi                 | Tống Thị Đôi    | Cơ Từ Tiên Huệ Thánh Tĩnh phi                                                   | nhà Nguyễn truy tôn là Từ Tiên Huệ Thánh Trinh Thuận Tĩnh Nhân Hiếu Triết Hoàng hậu                                      |
| Nguyễn Phúc Thái   | 1 | Tống Thị Lĩnh                | Tống Thị Lĩnh   | Cung tần Quốc thái phu nhân Từ Tiết Tĩnh Thục Hiến phi                          | nhà Nguyễn truy tôn là Từ Tiết Tĩnh Thục Tuệ Mẫn Hiến Thuận Hiếu Nghĩa Hoàng hậu                                         |
| Nguyễn Phúc Chu    | 1 | Tống Thị Được                | Tống Thị Được   | Hữu cung tần Chiêu nghi Từ Huệ Minh phi Liệt phu nhân Từ Huệ Cung Thục Kính phi | nhà Nguyễn truy tôn là Từ Huệ Cung Thục Ý Đức Kính Mục Hiếu Minh Hoàng hậu                                               |
| Nguyễn Phúc Chú    | 1 | Trương Thị Thư               | Trương Thị Thư  | Nhã cơ Tu dung Á phu nhân Từ Ý Quang Thuận Thục phi                             | nhà Nguyễn truy tôn là Từ Ý Quang Thuận Chiêu Hiến Thục Huệ Hiếu Ninh Hoàng hậu                                          |
| Nguyễn Phúc Khoát  | 1 | Trương Thị Dung              | Trương Thị Dung | Hữu cung tần Tu nghi Phu nhân Ôn Thành Vương thái phi                           | mẹ sinh Nguyễn Phúc Luân, nhà Nguyễn truy tôn là Ôn Thành Huy Ý Trang Từ Dục Thánh Hiếu Vũ Hoàng hậu                     |

## Nhà Tây Sơn - Nhà Nguyễn
| Nhà Tây Sơn (1778-1802) |      |      |      |  |
|                         |      |      |      |  |
| 939                     | 1778 | 1802 | 1945 |  |

| Hoàng đế    |   | Hậu phi                | Tên thật      | Chức vị                                                     | Ghi chú                                                                              |
| Quang Trung | 1 | Nhân Cung Vũ Hoàng hậu | Phạm Thị Liên | Chính cung Hoàng hậu (1789)                                 | chị em cùng mẹ khác cha với Thái sư Bùi Đắc Tuyên                                    |
| Quang Trung | 2 | Bùi Hoàng hậu          | Bùi Thị Nhạn  | Hoàng hậu Hoàng thái hậu                                    | là em của Bùi Đắc Tuyên, cô ruột của Nữ tướng Bùi Thị Xuân                           |
| Quang Trung | 3 | Như Ý Vũ Hoàng hậu     | Lê Ngọc Hân   | Hữu cung Hoàng hậu Bắc cung Hoàng hậu (1789) Hoàng thái hậu | con gái thứ chín vua Lê Hiển Tông                                                    |
| Cảnh Thịnh  | 1 | Lê Hoàng hậu           | Lê Ngọc Bình  | Chính cung Hoàng hậu                                        | em gái Lê Ngọc Hân, sau trở thành Cung Thận Đức phi của Gia Long Hoàng đế nhà Nguyễn |

| Nhà Nguyễn (1802-1945) |      |      |  |
|                        |      |      |  |
| 939                    | 1802 | 1945 |  |

Trừ Thừa Thiên Cao Hoàng hậu và Nam Phương Hoàng hậu, các Hoàng hậu khác của nhà Nguyễn đều được truy phong sau khi mất. Kể từ đời Thiệu Trị, chức cao nhất trong hậu cung nhà Nguyễn là Hoàng quý phi.
| Hoàng Đế   |    | Hậu phi                                                  | Tên thật                           | Chức vị | Ghi chú |  |
| Gia Long   | -  | Ý Tĩnh Khang Hoàng hậu                                   | Nguyễn Thị Hoàn                    | Vương thái hậu (1802) Hoàng thái hậu (1806) Ý Tĩnh Huệ Cung An Trinh Từ Hiến Hiếu Khang hoàng hậu (truy thụy) | mẹ sinh ra Gia Long |  |
| Gia Long   | 1  | Thừa Thiên Cao Hoàng hậu                                 | Tống Thị Lan                       | Nguyên phi (1778) Vương hậu (1796) Hoàng hậu (1806) | mẹ sinh Anh Duệ Hoàng thái tử Nguyễn Phúc Cảnh, con gái Thái bảo Khuông Quận công Tống Phước Khuông và bà Quốc phu nhân Lê Thị                                                         |  |
| Gia Long   | 2  | Thuận Thiên Cao Hoàng hậu                                | Trần Thị Đang                      | Tả cung tần (1781) Nhị phi Nhân Tuyên Từ Khánh Hoàng thái hậu (1821) Nhân Tuyên Từ Khánh Thượng Thọ Thái hoàng thái hậu (1841) Thuận Thiên Cao Hoàng hậu (truy phong 1846) | mẹ sinh Hoàng đế Minh Mạng, con gái Lễ bộ Tham tri Trần Hưng Đạt |  |
| Gia Long   | 3  | Cung Thận Đức phi                                        | Lê Ngọc Bình                       | Chiêu nghi Cung Thận Đức phi (truy phong) | Công chúa của Lê Hiển Tông, em gái Bắc cung Hoàng hậu Lê Ngọc Hân. Từng là hoàng hậu của Cảnh Thịnh Đế nhà Tây Sơn.                                                                    |  |
| Gia Long   | 4  | Trinh Nhã Chiêu nghi                                     | Nguyễn Thị Điền                    | Chiêu nghi | |  |
| Gia Long   | 5  | Trinh Thục Chiêu dung                                    | Lâm Thức                           | Chiêu dung | |  |
| Gia Long   | 6  | Huy Thục Chiêu dung                                      | Phạm Thị Lộc                       | Chiêu dung | |  |
| Gia Long   | 8  | Nguyễn Thị Tần                                           | Chiêu dung                         | | |  |
| Gia Long   | 9  | Trang Ý Chiêu dung                                       | Hoàng Thị Chức                     | Chiêu dung | |  |
| Gia Long   | 10 | Trang Thục Chiêu dung                                    | Tống Thị Thuận                     | Chiêu dung | |  |
| Gia Long   | 11 | Tĩnh Thục Tiệp dư                                        | Dương Thị Sự                       | Tiệp dư | |  |
| Gia Long   | 12 | Ôn Tĩnh Tiệp dư                                          | Dương Thị Dưỡng                    | Tiệp dư | |  |
| Gia Long   | 13 | Cung Lệ Mỹ nhân                                          | Trịnh Thị Thanh                    | Mỹ nhân | |  |
| Gia Long   | 14 | Như Ý Mỹ nhân                                            | Cái Thị Thu                        | Mỹ nhân | |  |
| Gia Long   | 15 | Cung Lệ Mỹ nhân                                          | Nguyễn Thị Vĩnh                    | Mỹ nhân | |  |
| Gia Long   | 16 | Lương Dung Mỹ nhân                                       | Trần Thị Thể                       | Mỹ nhân | |  |
| Gia Long   | 17 | Tài nhân                                                 | Trần Thị Hán                       | Tài nhân | |  |
| Gia Long   | 18 | Tài nhân                                                 | Phan Thị Hạc                       | Tài nhân | |  |
| Gia Long   | 19 | Tài nhân                                                 | Nguyễn Thị Uyên                    | Tài nhân | |  |
| Gia Long   | 20 | Tài nhân                                                 | Đặng Thị Duyên                     | Tài nhân | |  |
| Gia Long   | 21 | Tả cung tần                                              | Tống Thị Lâu                       | Tả cung tần | |  |
| Gia Long   | 22 | Cung tần                                                 | Nguyễn Thị Thụy                    | Cung tần | |  |
| Minh Mạng  | 1  | Tá Thiên Nhân Hoàng hậu                                  | Hồ Thị Hoa                         | Thuận Đức chiêu nghi(1821) Thần phi(1836) Tá Thiên Nhân Hoàng hậu (1841) | mẹ sinh vua Thiệu Trị, người huyện Bình An, Biên Hoà, con của Phúc Quốc công Hồ Văn Bôi]                                                                                               |  |
| Minh Mạng  | 2  | Tuệ Khiết Hiền phi                                       | Ngô Thị Chính                      | Phủ thiếp Cung tần(1820) Tam giai Hiền tần(1820) Nhất giai Hiền phi (1836) | Là phi tần được vua Minh Mạng cực kì sủng ái. Vua từng có ý phế con trưởng để lập con của Hiền phi nhưng bà Nhân Tuyên can ngăn.                                                       |  |
| Minh Mạng  | 3  | Đoan Lệ Gia phi                                          | Phạm Thị Tuyết                     | Phủ thiếp Tu nghi (truy phong) Nhị Giai Gia phi (truy phong) | |  |
| Minh Mạng  | 4  | Uyên Thục Trang tần                                      | Trần Thị Tuyến                     | Phủ thiếp Tam giai Trang tần | |  |
| Minh Mạng  | 5  | Đoan Liệt Thục tần                                       | Nguyễn Thị Bảo                     | Phủ thiếp Bát Giai Mỹ nhân Tứ Giai Thục tần Thứ nhân Lục Giai Tiệp dư Tứ Giai Thục tần (truy tặng) | |  |
| Minh Mạng  | 6  | Uyển Thuận Huệ tần                                       | Trần Thị Huân                      | Phủ thiếp Tứ giai Huệ tần | |  |
| Minh Mạng  | 7  | Hoa Diễm An tần                                          | Hồ Thị Tùy                         | Phủ thiếp Cửu Giai Tài nhân Bát Giai Mỹ nhân Lục Giai Tiệp dư Ngũ giai An tần | |  |
| Minh Mạng  | 8  | Tĩnh Nhã Hòa tần                                         | Nguyễn Thị Khuê                    | Ngũ giai Hòa tần | |  |
| Minh Mạng  | 9  | Thục Tắc Lệ tần                                          | Nguyễn Thị Thúy Trúc               | Ngũ giai Lệ tần | |  |
| Minh Mạng  | 10 | Tịnh Nhu Tiệp dư                                         | Lê Thị Ái                          | Phủ thiếp Lục giai Tiệp dư | |  |
| Minh Mạng  | 11 | Dao Thụ Tiệp dư                                          | Nguyễn Thị Viên                    | Lục giai Tiệp dư | |  |
| Minh Mạng  | 12 | Trang Thuận Quý nhân                                     | Lương Thị Nguyện                   | Thất giai Quý nhân | |  |
| Minh Mạng  | 13 | Trang Thuận Quý nhân                                     | Cái Thị Trinh                      | Thất giai Quý nhân | |  |
| Minh Mạng  | 14 | Đoan Tịnh Quý nhân                                       | Nguyễn Thị Trường                  | Thất giai Quý nhân | |  |
| Minh Mạng  | 15 | Đoan Ý Quý nhân                                          | Đỗ Thị Tùng                        | Thất giai Quý nhân | |  |
| Minh Mạng  | 16 | Trang Thuận Quý nhân                                     | Đỗ Thị Tâm                         | Thất giai Quý nhân | |  |
| Minh Mạng  | 17 | Trang Thuận Quý nhân                                     | Lê Thị Lộc                         | Thất giai Quý nhân | |  |
| Minh Mạng  | 18 | Đoan Tịnh Quý nhân                                       | Nguyễn Thị Hạnh                    | Thất giai Quý nhân | |  |
| Minh Mạng  | 19 | Thục Thận Mỹ nhân                                        | Nguyễn Thị Bân                     | Bát giai Mỹ nhân | |  |
| Minh Mạng  | 20 | Đoan Ý Mỹ nhân                                           | Đoàn Thị Thụy                      | Bát giai Mỹ nhân | |  |
| Minh Mạng  | 21 | Tài nhân                                                 | Đinh Thị Nghĩa                     | Cửu giai Tài nhân | |  |
| Minh Mạng  | 22 | Tài nhân                                                 | Trần Thị Tiền                      | Cửu giai Tài nhân | |  |
| Minh Mạng  | 23 | Tài nhân                                                 | Nguyễn Thị Tính                    | Cửu giai Tài nhân | |  |
| Minh Mạng  | 24 | Thục Thận Tài nhân                                       | Đỗ Thị Cương                       | Cửu giai Tài nhân | |  |
| Minh Mạng  | 25 | Trang Thận Tài nhân                                      | Trần Thị Thanh                     | Cửu giai Tài nhân | |  |
| Minh Mạng  | 26 | Tài nhân                                                 | Trần Thị Trúc                      | Cửu giai Tài nhân | |  |
| Minh Mạng  | 27 | Tài nhân vị nhập giai                                    | Trần Thị Tiêm                      | Tài nhân vị nhập giai | |  |
| Minh Mạng  | 28 | Tài nhân vị nhập giai                                    | Bùi Thị San                        | Tài nhân vị nhập giai | |  |
| Minh Mạng  | 29 | Cung nhân                                                | Trần Thị Nghiêm                    | Cung nhân | |  |
| Minh Mạng  | 30 | Cung nhân                                                | Nguyễn Thị Xuân                    | Cung nhân | |  |
| Minh Mạng  | 31 | Cung nhân                                                | Lý Thị Cầm                         | Cung nhân | |  |
| Minh Mạng  | 32 | Cung nhân                                                | Cao Thị Diệu                       | Cung nhân | |  |
| Minh Mạng  | 33 | Cung nhân                                                | Đặng Thị Yểu Điệu                  | Cung nhân | |  |
| Minh Mạng  | 34 | Cung nhân                                                | Lê Thị Đính                        | Cung nhân | |  |
| Minh Mạng  | 35 | Cung nhân                                                | Trần Thị Mỹ                        | Cung nhân | |  |
| Minh Mạng  | 36 | Cung nhân                                                | Trần Thị Nhã                       | Cung nhân | |  |
| Minh Mạng  | 37 | Cung nhân                                                | Trần Thị Nhạn                      | Cung nhân | |  |
| Minh Mạng  | 38 | Cung nhân                                                | Hồ Thị Thể                         | Cung nhân | |  |
| Minh Mạng  | 39 | Cung nhân                                                | Lê Thị Thông                       | Cung nhân | |  |
| Minh Mạng  | 40 | Cung nhân                                                | Phan Thị Viên                      | Cung nhân | |  |
| Minh Mạng  | 41 | Cung nhân                                                | Nguyễn Thị Vĩnh                    | Cung nhân | |  |
| Minh Mạng  | 42 | Cung nhân                                                | Nguyễn Thị Dược                    | Cung nhân | |  |
| Minh Mạng  | 43 | Thứ nhân                                                 | Lê Thị Tường                       | Cung tần Thứ nhân | nguyên là Cung tần nhưng vì án Lê Chất mà bị phế, giam cầm đến chết |  |
| Thiệu Trị  | 1  | Nghi Thiên Chương hoàng hậu                              | Phạm Thị Hằng                      | Phủ thiếp Thượng nghi (1841) Nhị giai Thành phi (1843) Nhất giai Quý phi (1846) Từ Dụ Hoàng thái hậu (1849) Từ Dụ Bác Huệ Thái hoàng thái hậu (1885) Từ Dụ Bác Huệ Khang Thọ Thái thái hoàng thái hậu (1889) Nghi Thiên Chương Hoàng hậu (truy phong 1902)                               | người Gò Công, con gái Đức Quốc công Phạm Đăng Hưng, mẹ sinh Hoàng đế Tự Đức Nguyễn Phúc Hồng Nhậm                                                                                     |  |
| Thiệu Trị  | 2  | Huy Thuận Lệnh phi                                       | Nguyễn Thị Nhậm                    | Phủ thiếp Cung tần Nhị giai Trinh phi (1843) Nhất giai Lệnh phi (1846) | con gái Kinh Môn Quận công Nguyễn Văn Nhân |  |
| Thiệu Trị  | 3  | Huy Thuận Lương phi                                      | Võ Thị Viên                        | Đằng thiếp Cung tần Tam giai Lương tần (1843) Nhất giai Lương phi | phi tần được Hoàng đế Thiệu Trị sủng ái nhất |  |
| Thiệu Trị  | 4  | Ý Thuận Thục phi                                         | Nguyễn Thị Xuyên                   | Phủ thiếp Cung tần Nhị giai Thục phi (1843) Ý Thuận Thục phi (truy phong) | mẹ sinh Thụy Thái Vương Nguyễn Phúc Hồng Y, bà nội Hoàng đế Dục Đức |  |
| Thiệu Trị  | 5  | Quý tần                                                  | Đinh Thị Hạnh                      | Diễm nhân (truy phong) Tam Giai Quý tần (truy phong) | Có tài liệu ghi là họ hàng xa với bà Từ Dụ. Sinh mẫu của An Phong Quận vương Hồng Bảo, người mang án phản nghịch dưới triều Tự Đức.                                                    |  |
| Thiệu Trị  | 6  | Thụy tần                                                 | Trương Thị Thận                    | Tứ Giai Huy tần Tam Giai Thụy tần Hoàng thái phi Đoan tần | Sinh mẫu của vua Hiệp Hòa, được tôn Hoàng thái phi khi con lên ngôi, sau bị giáng Đoan tần khi vua Hiệp Hòa bị phế.                                                                    |  |
| Thiệu Trị  | 7  | Nhã Thuận Đức tần                                        | Nguyễn Thị Huyên                   | Tứ Giai Ý tần Tam Giai Đức tần | |  |
| Thiệu Trị  | 8  | Trinh Tường Kỷ tần                                       | Trương Thị Vĩnh                    | Cung nhân Tài nhân Tam Giai Kỷ tần (truy phong) | Sinh mẫu của Kiên Thái vương Hồng Cai, tổ mẫu của 3 vua: Kiến Phúc, Hàm Nghi, Đồng Khánh; tằng tổ mẫu vua Khải Định; cao tổ mẫu vua Bảo Đại.                                           |  |
| Thiệu Trị  | 9  | Nhu tần                                                  | Nguyễn Thị Yên                     | Cung tần Tứ Giai Nhu tần | Chị của Ý Thuận Thục phi Nguyễn Thị Xuyên |  |
| Thiệu Trị  | 10 | Nhàn tần                                                 | Phan Thị Kháng                     | Ngũ Giai Nhàn tần | |  |
| Thiệu Trị  | 11 | Thuận tần                                                | Hoàng Thị Dĩnh                     | Ngũ Giai Thuận tần | |  |
| Thiệu Trị  | 12 | Tiệp dư                                                  | Nguyễn Đình Thị Loan               | Lục Giai Tiệp dư | |  |
| Thiệu Trị  | 13 | Tiệp dư                                                  | Hồ Thị Nghi                        | Lục Giai Tiệp dư | |  |
| Thiệu Trị  | 14 | Quý nhân                                                 | Ngô Thị Xuân                       | Thất Giai Quý nhân | |  |
| Thiệu Trị  | 15 | Thục Thuận Tài nhân                                      | Trương Thị Thúy                    | Cửu Giai Tài nhân | |  |
| Thiệu Trị  | 16 | Thục Thuận Tài nhân                                      | Nguyễn Thị Kinh                    | Cửu Giai Tài nhân | |  |
| Thiệu Trị  | 17 | Lệnh Thuận Tài nhân                                      | Mai Thị Tiêm                       | Tài nhân vị nhập giai Cung nhân Cửu Giai Tài nhân (truy phong) | |  |
| Thiệu Trị  | 18 | Tài nhân                                                 | Võ Thị Duyên                       | Cửu Giai Tài nhân | |  |
| Thiệu Trị  | 19 | Tài nhân                                                 | Phan Thị Diệu                      | Cửu Giai Tài nhân | |  |
| Thiệu Trị  | 20 | Tài nhân                                                 | Nguyễn Thị Phương                  | Cửu Giai Tài nhân | |  |
| Thiệu Trị  | 21 | Tài nhân                                                 | Nguyễn Thị Vị                      | Cửu Giai Tài nhân | |  |
| Thiệu Trị  | 22 | Tài nhân                                                 | Trần Thị Sâm                       | Cửu Giai Tài nhân | |  |
| Thiệu Trị  | 23 | Tài nhân                                                 | Phan Thị Thục                      | Cửu Giai Tài nhân | |  |
| Thiệu Trị  | 24 | Tài nhân                                                 | Đỗ Thị Trinh                       | Cửu Giai Tài nhân | |  |
| Thiệu Trị  | 25 | Tài nhân                                                 | Trương Thị Lương                   | Cửu Giai Tài nhân | |  |
| Thiệu Trị  | 26 | Tài nhân                                                 | Nguyễn Thị Khuê                    | Cửu Giai Tài nhân | |  |
| Thiệu Trị  | 27 | Thục Thuận Tài nhân                                      | Phan Thị Quý                       | Cửu Giai Tài nhân | |  |
| Thiệu Trị  | 28 | Cung nhân                                                | Nguyễn Viết Thị Lệ                 | Cung nhân | |  |
| Thiệu Trị  | 29 | Cung nhân                                                | Nguyễn Thị Hân                     | Cung nhân | |  |
| Thiệu Trị  | 30 | Cung nhân                                                | Bùi Thị Bút                        | Cung nhân | |  |
| Thiệu Trị  | 31 | Cung nhân                                                | Nguyễn Thị Huệ                     | Cung nhân | |  |
| Thiệu Trị  | 32 | Cung nhân                                                | Hồ Thị Ý Nhi                       | Cung nhân | |  |
| Thiệu Trị  | 33 | Cung nhân                                                | Nguyễn Thị Hương Nhị               | Cung nhân | |  |
| Thiệu Trị  | 34 | Cung nhân                                                | Nguyễn Đức Thị Ân                  | Cung nhân | |  |
| Tự Đức     | 1  | Lệ Thiên Anh hoàng hậu (Hoàng quý phi Võ thị)            | Võ Thị Duyên                       | Cung tần (1848) Nhị giai Cần phi (1850) Nhất giai Thuần phi (1860) Nhất giai Trung phi (1861) Hoàng quý phi (1870) Nhất giai Trung phi (bị giáng 1882) Khiêm Hoàng hậu (1883) Trang Ý Hoàng thái hậu (1887) Trang Ý Thuận Hiếu Thái hoàng thái hậu (1889) Lệ Thiên Anh Hoàng hậu ( 1903) | mẹ nuôi của Hoàng đế Dục Đức |  |
| Tự Đức     | 2  | Thiện phi                                                | Nguyễn Thị Cẩm                     | Cung tần Nhị giai Chiêu phi (1860) Nhất giai Thiện phi | mẹ nuôi của Hoàng đế Đồng Khánh |  |
| Tự Đức     | 3  | Huy Thuận Học phi                                        | Nguyễn Thị Hương                   | Tam giai Lượng tần Nhị giai Khiêm phi (1870) Nhị giai Học phi (1872) Hoàng thái phi Nhị giai Học phi | mẹ nuôi của Hoàng đế Kiến Phúc, tôn hiệu Hoàng thái phi của bà bị Đồng Khánh tước bỏ.                                                                                                  |  |
| Tự Đức     | 4  | Mẫn tần                                                  | Lê thị                             | Cung tần Tam giai Thận tần Nhị giai Cung phi (1860) Tam giai Mẫn tần (1862) | |  |
| Tự Đức     | 5  | Lệ Thuận Lễ tần                                          | Nguyễn Nhược Thị Bích              | Tài nhân Mỹ nhân (1860) Quý nhân Tiệp dư (1868) Tam giai Lễ tần | Tác phẩm nổi tiếng của bà là Loan dư Hạnh Thục ca. |  |
| Tự Đức     | 6  | Thận tần                                                 | Hồ thị                             | Tam giai Thận tần | |  |
| Tự Đức     | 7  | Kiệm tần                                                 | Bùi thị                            | Tứ giai Kiệm tần | |  |
| Tự Đức     | 8  | Nhàn tần                                                 | Phan thị                           | Ngũ giai Nhàn tần | |  |
| Tự Đức     | 9  | Tĩnh tần                                                 | Không rõ họ                        | Ngũ giai Tĩnh tần | |  |
| Tự Đức     | 10 | Cẩn tần                                                  | Nguyễn Lương thị                   | Tiệp dư Tấn phong Cẩn tần (1868) Ngũ giai Cẩn tần | |  |
| Tự Đức     | 11 | Tín tần                                                  | Nguyễn Thanh thị                   | Ngũ giai Tín tần | |  |
| Tự Đức     | 12 | Tiệp dư                                                  | Nguyễn Trinh thị                   | Tài nhân Sau được tặng Lục giai Tiệp dư | |  |
| Tự Đức     | 13 | Tiệp dư                                                  | Võ thị                             | Lục giai Tiệp dư | |  |
| Tự Đức     | 14 | Quý nhân                                                 | Trần Thị Tiến                      | Thất giai Quý nhân | Từng tái giá với Lê Đình Vũ, bị Khoa đạo Trần Hữu Khác đe dọa để đòi hối lộ. Sau đó Trần Hữu Khác bị bãi chức, không thấy ghi chép hình phạt với vợ chồng Thị Tiến.                    |  |
| Tự Đức     | 15 | Mỹ nhân                                                  | Nguyễn Đình thị                    | Bát giai Mỹ nhân | Em gái của Thiện phi Nguyễn Thị Cẩm. |  |
| Tự Đức     | 16 | Tài nhân                                                 | Nguyễn Nhược thị                   | Cửu giai Tài nhân | Em gái của Lễ tần Nguyễn Nhược Thị Bích. |  |
| Tự Đức     | 17 | Tài nhân                                                 | Trương Thị Ân                      | Cửu giai Tài nhân | |  |
| Tự Đức     | 18 | Tài nhân                                                 | Lê thị                             | Cửu giai Tài nhân | |  |
| Dục Đức    | 1  | Từ Minh Huệ hoàng hậu (Phan phu nhân)                    | Phan Thị Điều                      | Phủ thiếp Hoàng thái hậu (1892) Từ Minh Huệ Hoàng hậu (truy tôn) | Mẹ sinh Thành Thái. |  |
| Đồng Khánh | 1  | Đoan Hòa Quý phi                                         | Nguyễn thị                         | Phủ thiếp Nghĩa tần (truy phong) Nhất giai Quý phi (truy phong) | Nguyên phối,Mất sau khi vua đăng cơ không lâu.Mẹ của hoàng trưởng nữ Ngọc Lâm Công chúa Dĩ Ngu.                                                                                        |  |
| Đồng Khánh | 2  | Phụ Thiên Thuần Hoàng hậu (Hoàng quý phi Nguyễn Hữu thị) | Nguyễn Hữu Thị Nhàn, tự Học Khương | Hoàng quý phi (1886) Hoàng thái hậu (1916) Khôn Nguyên Hoàng thái hậu (1923) Khôn Nguyên Xương Minh Thái hoàng thái hậu (1933) Phụ Thiên Thuần Hoàng hậu (truy phong) | Mẹ đích Hoàng đế Khải Định, con gái Vĩnh Lai Quận công Nguyễn Hữu Độ, còn gọi là đức Thánh Cung, mất năm Bảo Đại thứ 10                                                                |  |
| Đồng Khánh | 3  | Hựu Thiên Thuần hoàng hậu                                | Dương Thị Thục                     | Lục giai Tiệp dư Tứ giai Hòa tần Tam giai Nghi tần Hoàng thái phi (1916) Khôn Nghi Hoàng thái hậu (1923) Khôn Nghi Xương Đức Thái hoàng thái hậu (1933) Hựu Thiên Thuần Hoàng hậu (truy phong)                                                                                           | mẹ sinh Hoàng đế Khải Định, gọi là đức Tiên Cung |  |
| Đồng Khánh | 4  | Quan phi                                                 | Trần Đăng Thị Đồng                 | Nhị Giai Quan phi Ngũ Giai Tùy tần Nhị Giai Quan phi (phục vị) | Bị giáng làm Ngũ Giai Tùy tần do lời nói, cử chỉ thô tục, đã từng răn dạy mà không chịu sửa đổi. Được phục vị Quan phi dưới thời Khải Định.                                            |  |
| Đồng Khánh | 5  | Giai phi                                                 | Phan Văn thị                       | Nhị Giai Giai phi Bát Giai Mỹ nhân | Bị giáng làm Bát giai Mỹ nhân do quản viện Thượng trân mà để thất thiếu các vật phẩm, lại giả ốm trễ nải.                                                                              |  |
| Đồng Khánh | 6  | Chính tần                                                | Hồ Văn thị                         | Tam Giai Chính tần Mỹ nhân | Bị giáng làm Mỹ nhân do không chăm lo công việc. |  |
| Đồng Khánh | 7  | Nghi tần                                                 | Nguyễn Văn thị                     | Tam Giai Nghi tần Tài nhân | Bị giáng làm Tài nhân do tính tình thô bạo, tham lam, đố kị đủ cả, khi giao tiếp với cung nhân luôn tỏ ra bất thuận không nghe theo đức ý.                                             |  |
| Đồng Khánh | 8  | Dự tần                                                   | Trần Văn thị                       | Tứ Giai Dự tần | |  |
| Đồng Khánh | 9  | Tiệp dư                                                  | Hồ Thị Quy                         | Lục Giai Tiệp dư | |  |
| Đồng Khánh | 10 | Tiệp dư                                                  | Mai Văn thị                        | Lục Giai Tiệp dư | |  |
| Đồng Khánh | 11 | Quý nhân                                                 | Nguyễn Văn thị                     | Thất Giai Quý nhân | |  |
| Đồng Khánh | 12 | Mỹ nhân                                                  | Nguyễn Hữu thị                     | Bát Giai Mỹ nhân Cung nhân | |  |
| Đồng Khánh | 13 | Tài nhân                                                 | Trịnh Văn thị                      | Cửu Giai Tài nhân Cung nhân | |  |
| Đồng Khánh | 14 | Tài nhân                                                 | Mai thị                            | Tài nhân vị nhập giai | |  |
| Đồng Khánh | 15 | Nữ quan                                                  | Nguyễn Thị Điền                    | Nữ quan | Bị xử trảm vì trộm áo ngự. Vua cho giảm án thành xử giảo, thi hành ngay sau đó. |  |
| Đồng Khánh | 16 | Cung nhân                                                | Bá Hiệp                            | Cung nhân | |  |
| Đồng Khánh | 17 | Cung nhân                                                | Lưu Ngân                           | Cung nhân | Từng được vua Đồng Khánh chuẩn ban hôn với ngự y Nguyễn Bá Khánh để thưởng công chữa bệnh. Sau khi mãn tang vua, bà tái hôn với ông Khánh.                                             |  |
| Thành Thái | 1  | Nguyễn Hoàng quý phi                                     | Nguyễn Thị Vân Anh                 | Hoàng quý phi Hoàng đích mẫu Phủ thiếp | mẹ đích Hoàng đế Duy Tân, con gái Nguyễn Thân |  |
| Thành Thái | 2  | Nguyễn Thái phi                                          | Nguyễn Thị Định                    | Cung tần Hoàng sinh mẫu Phủ thiếp | mẹ sinh Hoàng đế Duy Tân |  |
| Thành Thái | 3  | Nguyễn Hữu Huyền phi                                     | Nguyễn Hữu Thị Nga                 | Nhất giai Huyền phi | con gái Vĩnh Lai Quận công, Cơ Mật viện Đại thần Nguyễn Hữu Độ, em gái Phụ Thiên Thuần Hoàng hậu                                                                                       |  |
| Thành Thái | 4  | Hồ Khoan phi                                             | Hồ Thị Phương                      | Khoan phi | |  |
| Duy Tân    | 1  | Mai Diệu phi                                             | Mai Thị Vàng                       | Diệu phi | |  |
| Khải Định  | 1  | Nhất giai Huệ phi                                        | Hoàng Thị Cúc                      | Đằng thiếp Tam giai Huệ tần (1916) Nhị giai Huệ phi (1918) Nhất giai Huệ phi Đoan Huy Hoàng thái hậu | còn được gọi là đức Từ Cung, mẹ của Hoàng đế Bảo Đại, Hoàng thái hậu cuối cùng của Việt Nam                                                                                            |  |
| Khải Định  | 2  | Trương Hoàng quý phi                                     | Trương Như Thị Tịnh                | Phủ thiếp Hoàng quý phi (1916) | đi tu trước khi Khải Định lên ngôi, được phong tặng chức Hoàng quý phi để kính nghĩa vợ chồng.                                                                                         |  |
| Khải Định  | 3  | Hồ Ân phi                                                | Hồ Thị Chỉ                         | Nhất giai Ân phi (1917) | con gái của Khánh Mỹ Quận công Hồ Đắc Trung, em gái Hộ bộ Thượng thư Hồ Đắc Khải, Hồ Đắc Di, Hồ Đắc Điềm, là Chính phi được triều đình cưới hỏi chính thức sau khi Khải Định lên ngôi. |  |
| Bảo Đại    | 1  | Nam Phương Hoàng hậu                                     | Nguyễn Hữu Thị Lan                 | Hoàng hậu | Hoàng hậu cuối cùng của Việt Nam |  |